# Będziesz moją muzą
Będziesz moją muzą – piosenka i singel promocyjny z płyty Zmowa grania zespołu Kreszendo z gościnnym udziałem wokalisty Kuby Badacha. Piosenka jako 9. utwór zamyka album. Jako singel została wydana 29 czerwca 2015 przez MyMysic Group. Tekst poety Michała Zabłockiego napisany z przymrużeniem oka jest wypowiedzią literata do adorowanej przez niego osoby, nad którą podmiot liryczny może mieć niemałą władzę dzięki zdolności pisania. To tworzenie literatury można potraktować jako ustalanie życiowych decyzji dwojga ludzi razem acz z wyraźną dominacją jednej osoby.

## Wykonawcy
- Kuba Badach- śpiew
- Jacek Królik- gitary
- Marek Olma- perkusja
- Grzegorz Piętak- bas
- Adam Niedzielin- instrumenty klawiszowe
- Leszek Szczerba- saksofon

## Notowania
- Top Jazz / Radio PiK: 5[5]
- Lista Przebojów / Radio Merkury: 19[6]
- Złota Trzydziestka / Radio Koszalin: 34[7]
- Lista Przebojów Trójki: 49[8]